# Ümmügülsüm Sultan (figlia di Mehmed IV)
Ümmügülsüm Sultan (turco ottomano: : ام کلثوم سلطان, lett. "madre dal viso rotondo"; Costantinopoli, circa 1677 – Costantinopoli, 9 maggio 1720) chiamata anche Ümmi Sultan o Gülsüm Sultan, è stata una principessa ottomana, figlia del sultano Mehmed IV e dell'Haseki Gülnuş Sultan. Era sorella dei sultani Mustafa II e Ahmed III.

## Origini
Ümmügülsüm Sultan, conosciuta anche come Ümmi Sultan o Gülsüm Sultan, nacque a Costantinopoli nel 1677. Era figlia del sultano ottomano Mehmed IV e della sua favorita e Haseki Gülnuş Sultan.
Aveva due fratelli, Mustafa II e Ahmed III, e tre sorelle, Hatice Sultan, Ayşe Sultan e Fatma Emetullah Sultan, oltre ad alcuni fratellastri e sorellastre.

## Matrimonio
Suo padre venne deposto nel 1687 e il trono passò ai suoi zii, prima Solimano II e poi Ahmed II. Quest'ultimo, che la amava come una figlia, tanto da tenerla a corte con lui, provvide a organizzare il suo matrimonio.
Il 15 dicembre 1693, a Edirne, Ümmügülsüm sposò Silahdar Çerkes Osman Pasha. La dote assegnatale era di 600.000 monete d'oro. Alla festa di nozze partecipò anche Rabia Sultan, la Haseki di Ahmed II. La coppia ricevette il palazzo Sinan Pasha come residenza ed ebbero tre figlie insieme. 

## Discendenza
Dal suo matrimonio, Ümmügülsüm Sultan ebbe tre figlie:
- Mihrişah Hanımsultan (? - 1701)
- Hatice Hanımsultan (? - 1698)
- Fatma Hanımsultan (1699 - 1730)

Furono tutte seppellite con la madre e altri membri della famiglia nella türbe Turhan Sultan, nella moschea Yeni Cami.

## Morte
Ümmügülsüm Sultan morì di vaiolo o peste il 9 maggio 1720.
Venne sepolta nel mausoleo della nonna paterna Turhan Sultan, nella moschea Yeni Cami, con il padre, le sorelle e le figlie.